# Larsa

Lưỡng Hà vào thời của Hammurabi

Larsa (Sumer tốc ký: UD.UNUGKI, read Larsamki) là một thành phố quan trọng của người Sumer cổ đại, trung tâm của tín ngưỡng thờ thần mặt trời Utu. Nó nằm khoảng 25 km về phía đông nam Uruk tại tỉnh Dhi Qar của Iraq, gần bờ phía đông của kênh Shatt-en-Nil tại vị trí mà nay là khu định cư Tell as-Senkereh hoặc Sankarah.

## Lịch sử

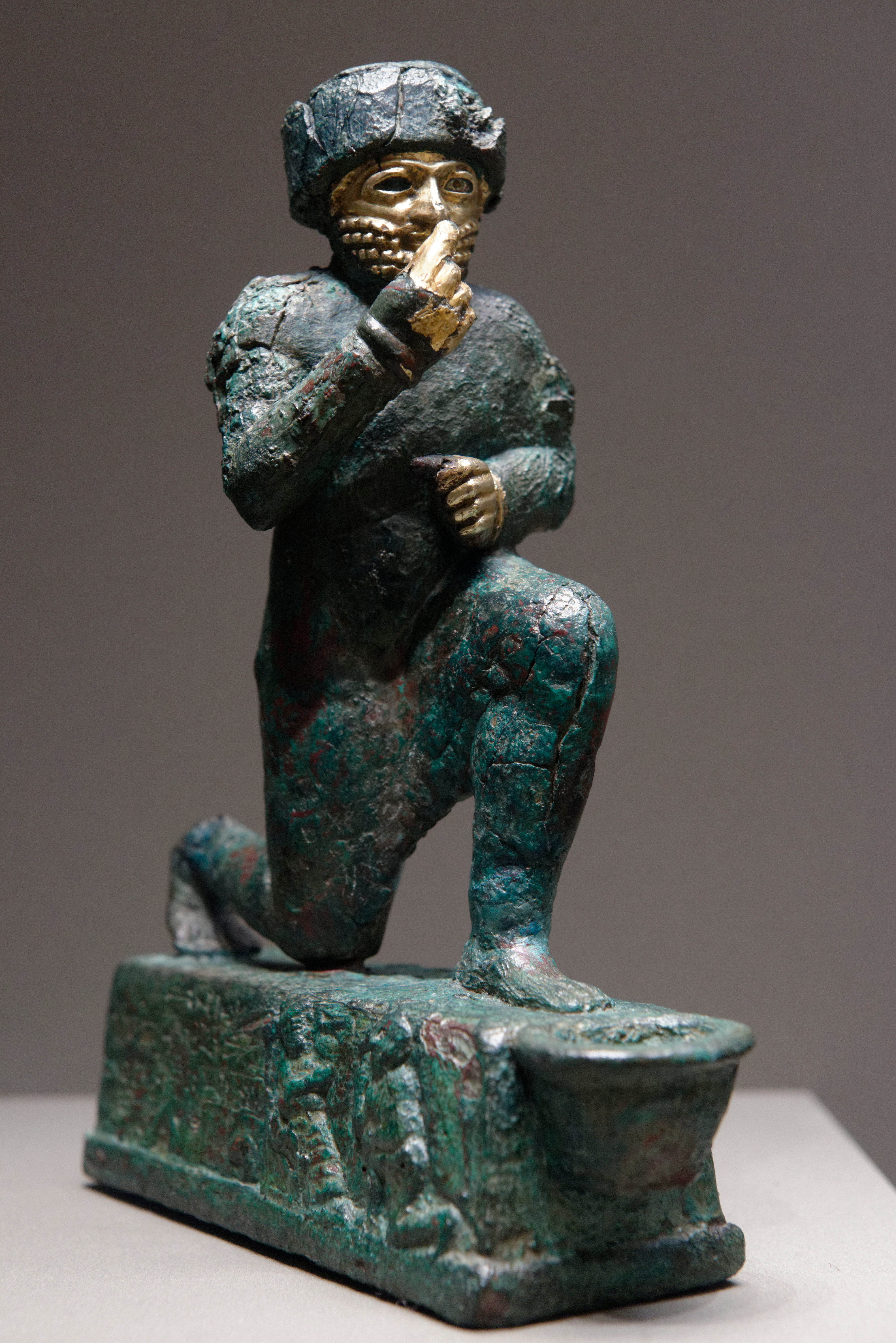
"Người thờ cúng của Larsa", một bức tượng nhỏ cúng dâng lên thần Amurru cho sinh mệnh của Hammurabi, đầu thiên niên kỷ thứ 2 TCN, Louvre

"Larsa" trong lịch sử đã tồn tại ngay từ thời vua Eannatum của Lagash, người sáp nhập nó vào đế chế của mình. Thành phố này đã trở thành một thực thể chính trị trong thời kỳ Isin-Larsa. Sau khi Triều đại thứ ba của Ur sụp đổ vào khoảng năm 2000 TCN, Ishbi-Erra, một viên quan của Ibbi-Sin, vị vua cuối cùng của triều đại Ur III đã tái di chuyển đến Isin và thiết lập một chính phủ có mục đích để kế thừa triều đại Ur III. Từ đó, Ishbi-Erra chiếm lại Ur cũng như các thành phố Uruk và Lagash, mà Larsa trở thành mục tiêu. Những nhà cai trị Isin tiếp theo bổ nhiệm các thống đốc cai trị Lagash; một thống đốc người Amorite có tên Gungunum. Cũng chính ông là người cuối cùng đã tuyệt giao với Isin và thành lập một triều đại độc lập ở Larsa. Để hợp pháp hóa nền thống trị của mình và giáng một đòn mạnh vào Isin, Gungunum đánh chiếm thành phố Ur. Vì khu vực của Larsa là trung tâm chính của thương mại thông qua vịnh Ba Tư, Isin đã đánh mất một tuyến đường thương mại vô cùng lợi nhuận, cũng như một thành phố với nhiều ý nghĩa thờ phụng.
Hai đời vua kế vị của Gungunum là Abisare (khoảng 1841-1830 c) và Sumuel (khoảng 1830-1801 TCN), đã có những bước cắt đứt hoàn toàn lối vào kênh rạch của Isin. Sau giai đoạn này, Isin nhanh chóng mất đi ảnh hưởng về mặt chính trị và kinh tế.
Larsa dần trở nên hùng cường, nhưng nó không bao giờ tích lũy được một lãnh thổ rộng lớn. Đỉnh điểm dưới thời vua Rim-Sin I (khoảng 1758 - 1699 TCN), Larsa chỉ kiểm soát khoảng 10-15 thị quốc khác — không nơi nào gần lãnh thổ được kiểm soát bởi các triều đại khác trong lịch sử Lưỡng Hà. Tuy nhiên, các dự án xây dựng lớn và cam kết nông nghiệp có thể được phát hiện qua những đợt khảo cổ. Sau khi Rim-Sin I bị vua Hammurabi của Babylon đánh bại, Larsa trở thành một tiểu quốc dù được cho rằng đó là quê hương của Vương triều Sealand thứ nhất của Babylon.
Larsa được cho là nguồn gốc của một số tấm bảng có liên quan đến nền toán học Babylon, bao gồm cả bảng Plimpton 322 có chứa mô hình của bộ ba số Pythagore.

### Vua Larsa
| Vua                     | Trị vì (niên đại sơ lược) | Chú thích                                                                                      |
| ----------------------- | ------------------------- | ---------------------------------------------------------------------------------------------- |
| Naplanum                | khoảng 1961—1940 TCN      | Cùng thời với Ibbi-Suen của Ur III                                                             |
| Emisum                  | khoảng 1940—1912 TCN      |                                                                                                |
| Samium                  | khoảng 1912—1877 TCN      |                                                                                                |
| Zabaia                  | khoảng 1877—1868 TCN      | Con trai của Samium, văn khắc hoàng gia đầu tiên                                               |
| Gungunum                | khoảng 1868—1841 TCN      | Giành độc lập từ Lipid-Eshtar của Isin                                                         |
| Abisare                 | khoảng 1841—1830 TCN      |                                                                                                |
| Sumuel                  | khoảng 1830—1801 TCN      |                                                                                                |
| Nur-Adad                | khoảng 1801—1785 TCN      | Cùng thời với Sumu-la-El của Babylon                                                           |
| Sin-Iddinam             | khoảng 1785—1778 TCN      | Con trai của Nur-Adad                                                                          |
| Sin-Eribam              | khoảng 1778—1776 TCN      |                                                                                                |
| Sin-Iqisham             | khoảng 1776—1771 TCN      | Cùng thời với Zambiya của Isin, Con trai của Sin-Eribam                                        |
| Silli-Adad              | khoảng 1771—1770 TCN      |                                                                                                |
| Warad-Sin               | khoảng 1770—1758 TCN      | Có thể đồng nhiếp chính với phụ hoàng Kudur-Mabuk                                              |
| Rim-Sin I               | khoảng 1758—1699 TCN      | Cùng thời với Irdanene của Uruk, bị đánh bại bởi Hammurabi của Babylon, anh trai của Warad-Sin |
| Hammurabi của Babylon   | khoảng 1699—1686 TCN      | Babylon chính thức cai trị                                                                     |
| Samsu-iluna của Babylon | khoảng 1686—1678 TCN      | Babylon chính thức cai trị                                                                     |
| Rim-Sin II              | khoảng 1678—1674 TCN      | Thiệt mạng trong cuộc nổi dậy chống lại Babylon                                                |

## Khảo cổ học
Phần còn lại của Larsa bao gồm một hình bầu dục khoảng 4,5 dặm trong chu vi. Điểm cao nhất là khoảng 70 feet chiều cao.
Khu di chỉ khảo cổ Tell es-Senkereh, về sau gọi là Sinkara, lần đầu tiên được William Loftus khai quật vào năm 1850 trong thời gian chưa đầy một tháng. Vào những ngày đầu của khảo cổ học, nỗ lực này chỉ tập trung nhiều hơn về việc thu thập mẫu vật bảo tàng hơn là dữ liệu khoa học và những chi tiết vụn vặt như các bức vẽ và văn khắc vẫn chưa được áp dụng phổ biến. Loftus cho phục hồi những viên gạch xây của Nebuchadnezzar II của Đế quốc Tân Babylon đó cho phép xác định địa điểm này chính là thành phố cổ Larsa. Phần lớn các nỗ lực của Loftus là vào đền thờ của Shamash, được tái thiết dưới thời vua Nebuchadnezzar II. Các chữ khắc của Burna-Buriash II thuộc Triều đại Kassite của Babylon và Hammurabi của Triều đại Babylon thứ nhất cũng đã được tìm thấy. Larsa còn được Walter Andrae tiến hành khai quật trong một thời gian ngắn nữa vào năm 1903. Khu di chỉ khảo cổ này lại được Edgar James Banks kiểm tra vào năm 1905. Ông phát hiện ra rằng nạn cướp bóc lan rộng bởi người dân địa phương đã xảy ra ở đó.
Đợt khai quật thời hiện đại đầu tiên mang tính khoa học của Senkereh xảy ra vào năm 1933, với công việc của Andre Parrot. Parrot làm việc tại vị trí một lần nữa vào năm 1967. Đến năm 1969 và 1970, Larsa được khai quật bởi Jean-Claude Margueron. Từ năm 1976 đến năm 1991, một đoàn thám hiểm của Phái đoàn Khảo cổ Francaise en Irak dưới sự dẫn đầu của JL. Huot đã tiến hành khai quật qua 13 đợt tại Tell es-Senereh.